# Retroscena (film 1919)
Retroscena (Back Stage) è un cortometraggio muto del 1919, diretto da Roscoe Arbuckle.

## Trama
Roscoe e Buster lavorano in una casa di varietà. Quando il personale attacca e stordisce l'uomo forte per punirlo per i maltrattamenti contro la sua assistente, tutti gli attori vanno in sciopero e i macchinisti devono mettere su uno spettacolo da soli. L'impresa riesce miracolosamente, ma, nascosto tra il pubblico, l'uomo forte estrae una pistola e comincia a sparare dalla tribuna, colpendo la sua assistente, che aveva anche lei preso parte allo spettacolo. Ne scaturisce una rissa in cui i macchinisti riescono a sconfiggere il bruto. L'assistente viene portata all'ospedale e, una volta fuori pericolo, viene visitata da Roscoe.

## Produzione
Il film fu prodotto dalla Comique Film Company. Venne girato nei Comique Studio di Edendale, Silver Lake, Los Angeles.

## Distribuzione
Distribuito dalla Paramount Pictures (con il nome Famous Players-Lasky Corporation), uscì nelle sale cinematografiche USA il 7 settembre 1919.